# Platonești
Platonești est une commune du județ de Ialomița en Roumanie.